# Luděk Stracený
Luděk Stracený (* 19. April 1977 in Prag) ist ein tschechischer Fußballspieler.
Stracený begann mit dem Fußballspielen in Říčany, schon nach einem Jahr wechselte er in die Juniorenabteilung von Sparta Prag. In der ersten Mannschaft konnte er sich nicht durchsetzen und wurde zunächst zwei Mal an den damaligen Zweitligisten SK Chrudim ausgeliehen, ehe er 1999 an Viktoria Žižkov verkauft wurde. Beim Prager Stadtteilklub wurde Stracený sofort Stammspieler und Leistungsträger.
Am 15. August 2001 bestritt der Mittelfeldspieler das einzige Länderspiel in seiner Karriere für die Tschechische Nationalmannschaft. Im Spiel gegen Südkorea in Drnovice kam er 17 Minuten vor Spielende für Milan Baroš auf den Platz.
Nach dem Abstieg von Viktoria Žižkov 2004 blieb er dem Verein zunächst treu, 2005 wurde er an Marila Příbram ausgeliehen, Anfang 2006 an den schottischen Klub Heart of Midlothian, wo er allerdings kaum spielte. Er kehrte zu Viktoria Žižkov zurück und realisierte 2006/07 mit der Mannschaft den Aufstieg in die Gambrinus Liga. Im Sommer 2009 beendete Stracený vorerst seine Laufbahn. Zur Saison 2010/11 gab er ein Comeback beim FK Chmel Blšany.